# Chunichi Dragons
Les Chunichi Dragons (中日ドラゴンズ, Chūnichi Doragonzu en japonais) sont une équipe japonaise de baseball située à Nagoya, dans la région de Chunichi. Le club évolue en Central League et a remporté deux Japan Series en 1954 et 2007.

## Histoire
L'équipe est fondée en 1936 et prend simplement le nom de la ville de Nagoya. Sans sponsor pendant les premières saisons, le nom de l'équipe change en 1944 pour devenir Sangyo du nom de la compagnie ayant acheté le club. Après la Seconde guerre mondiale, le club change de nouveau de propriétaire et est renommé Chubu Nihon. En 1947, le surnom des Dragons est ajouté et en 1948, la compagnie propriétaire change de nom et l'équipe prend le nom de Chunichi Dragons.
Lors de ses premières saisons, les résultats de l'équipe ne lui permettent pas de décoller du bas du classement. Avant d'intégrer la Ligue centrale lors de la saison 1949-1950, le meilleur résultat du club est une deuxième place du Championnat du Japon de baseball en 1943 et 1947. Les Dragons terminent à la deuxième place de la saison inaugurale de la Ligue centrale en 1950 et sont achetés par la compagnie de chemin de fer de Nagoya à la fin de la saison. Les Nagoya Dragons atteignent la deuxième place en 1951 puis la troisième l'année suivante avant d'être rachetés une nouvelle fois par la compagnie Chunichi.
Le club prend alors son nom définitif pour la saison 1953. Après une nouvelle troisième place, l'équipe remporte son premier titre de Ligue centrale en 1954 et bat l'équipe des Nishitetsu Lions en finale du championnat par 4 victoires à 3. Le club remporte un deuxième titre de Ligue centrale en 1974 après 9 années de domination des Yomiuri Giants dans la ligue. L'équipe s'incline ensuite en Japan Series face aux Lotte Orions.
Le club décroche trois nouveaux titres de Ligue en 1982, 1988 et 1999, mais ne réussit pas à s'imposer lors des Japan Series face aux Seibu Lions (1982 et 1988) et aux Fukuoka Daiei Hawks (1999). En 2004, les Dragons remportent leur sixième titre, mais perdent à nouveau en finale du championnat face aux Seibu Lions après avoir menés la série 3 victoires à 2.
En 2006, le club domine la Ligue centrale, mais s'incline une nouvelle fois en finale, cette fois face aux Hokkaido Nippon Ham Fighters qui remportent quatre victoires de suite après une victoire à domicile des Dragons. L'équipe de Nagoya prend sa revanche sur les Fighters en 2007, décrochant son deuxième titre national après 53 ans d'attente. Dans une série à l'opposé de 2006, les Dragons perdent le premier match et alignent ensuite quatre victoires consécutives. Le dernier match remporté 1 à 0 par les Dragons est le premier match parfait de l'histoire des Japan Series et le premier match parfait combiné de l'histoire du baseball professionnel japonais, puisque deux lanceurs se sont succédé au monticule.

## Liste des entraineurs successifs
- 1936 été et automne Yutaka Ikeda
- 1937 été et automne Kaichi Masu
- 1938 été et automne Yukisato Nemoto
- 1939 Yukisato Nemoto  et Tokuro Konishi
- 1940 Tokuro Konishi
- 1941 Tokuro Konishi  et Chikayoshi Honda
- 1942 Chikayoshi Honda
- 1943 Kaichi Masu
- 1944 Daisuke Miyake
- 1946 Aiichi Takeuchi et Kiyoshi Sugiura
- 1947-48 Kiyoshi Sugiura
- 1949-51 Shunichi Amachi
- 1952-53 Michinori Tsubouchi
- 1954 Shunichi Amachi
- 1955-56 Akira Noguchi
- 1957-58 Shunichi Amachi
- 1959-60 Shigeru Sugishita
- 1961-62 Wataru Nonin
- 1963 Kiyoshi Sugiura
- 1964 Kiyoshi Sugiura  et Michio Nishizawa
- 1965-67 Michio Nishizawa
- 1968 Shigeru Sugishita
- 1969-71 Shigeru Mizuhara
- 1972-77 Wally Yonamine
- 1978-80 Toshio Nakao
- 1981-83 Sadao Kondo
- 1984-85 Kazuhiro Yamauchi
- 1986 Kazuhiro Yamauchi  et Morimichi Takagi
- 1987-91 Senichi Hoshino
- 1992-95 Morimichi Takagi
- 1996-2001 Senichi Hoshino
- 2002-03 Hisashi Yamada
- 2004-11 Hiromitsu Ochiai
- 2012-13 Morimichi Takagi
- depuis2014 Motonobu Tanishige